# Alliopsis teriolensis
Alliopsis teriolensis este o specie de muște din genul Alliopsis, familia Anthomyiidae. A fost descrisă pentru prima dată de Pokorny în anul 1893. Conform Catalogue of Life specia Alliopsis teriolensis nu are subspecii cunoscute.